# Tvärskog
Tvärskog är en tätort i  Mortorps socken iKalmar kommun i Kalmar län.

## Historia
Under stenåldern låg Tvärskog långt från närmaste stadigvarande kustlinje och därför finns inga kustbundna boplatser i området. Däremot kan landskapet under yngre stenåldern ha varit attraktivt för bosättning. Norr om samhället har lämningar efter tre boplatser upptäckts. Brons- och järnålder har inte heller lämnat spår i landskapet. I samhällets södra del finns den enda kända fornlämningen. 
Under andra hälften av 1800-talet började en samlad bebyggelse bildas vid korsningen mellan vägarna från kyrkbyn, Mortorps gård och gårdar vid ån samt Ölvingstorp. Vid vägkorset fanns sedan tidigare en avrättningsplats. Den 12 augusti 1908 invigdes Ljungbyholm–Karlslunda Järnväg mellan Ljungbyholm och Påryd. Norr om Tvärskog lades en hållplats,  som lades ned den 1 oktober 1959.. Tvärskogs sågverk grundades 1932 och är fortfarande i drift.

### Befolkningsutveckling
| Befolkningsutvecklingen i Tvärskog 1960–2020                      | Befolkningsutvecklingen i Tvärskog 1960–2020 | Befolkningsutvecklingen i Tvärskog 1960–2020 | Befolkningsutvecklingen i Tvärskog 1960–2020 | Befolkningsutvecklingen i Tvärskog 1960–2020 |
| ----------------------------------------------------------------- | -------------------------------------------- | -------------------------------------------- | -------------------------------------------- | -------------------------------------------- |
|                                                                   |                                              |                                              |                                              |                                              |
| År                                                                |                                              |                                              | Folkmängd                                    | Areal (ha)                                   |
| 1960                                                              | 1960                                         |                                              | 186                                          | ¤                                            |
| 1970                                                              | 1970                                         |                                              | 252                                          |                                              |
| 1975                                                              | 1975                                         |                                              | 323                                          |                                              |
| 1980                                                              | 1980                                         |                                              | 399                                          |                                              |
| 1990                                                              | 1990                                         |                                              | 397                                          | 60                                           |
| 1995                                                              | 1995                                         |                                              | 413                                          | 60                                           |
| 2000                                                              | 2000                                         |                                              | 401                                          | 65                                           |
| 2005                                                              | 2005                                         |                                              | 409                                          | 65                                           |
| 2010                                                              | 2010                                         |                                              | 404                                          | 67                                           |
| 2015                                                              | 2015                                         |                                              | 399                                          | 79                                           |
| 2020                                                              | 2020                                         |                                              | 391                                          | 79                                           |
| Anm.: Ny tätort 1970 ¤ Som tätortsbebyggelse med 150-199 invånare |                                              |                                              |                                              |                                              |

## Näringsliv
Den största arbetsgivaren är Tvärskogs Trä, som ingått i Rörvik Timber. Det finns även Tvärskogs måleri, snickerifirman Bygg Y Andersson & Söner samt en mekanisk verkstad med möjlighet att tanka.

## Sevärdheter
Södra Tvärskog är en gammal handelsknutpunkt med lanthandel (finns ej kvar idag) och smedja. Mitt inne i skogen väster om det gamla Tvärskog ligger hembygdsgården, en liten enkelstuga med uthus. Samtliga byggnader är ditflyttade.